# ユニトラックシステム
ユニトラックシステム（Unitrack System）は、オートバイ専用のサスペンションの方式。登録商標第1658935号「Ｕｎｉ Ｔｒａｋ」。
川崎重工業がオートバイ用サスペンションとして開発したモノショック型のスイングアーム型式の独自名称である。
別の呼称としては「ユニ・トラック（Uni-Trak）」「ユニ・トラック サスペンション（Uni-Trak Suspention）」など。